# Caso Especial
Caso Especial foi um programa de televisão do tipo teledramaturgia não seriada produzido e exibido pela Rede Globo entre 10 de setembro de 1971 e 5 de dezembro de 1995. A exibição era variada, tendo seus episódios veiculados em vários horários diferentes, totalizando 172 episódios. A estrutura do programa era que a cada episódio, que tinha duração média de uma hora, era apresentada uma história diferente, com elenco, roteiristas e direção modificados, não tendo ligação nenhuma com a do anterior.
Foi o primeiro programa gravado e exibido totalmente a cores da televisão brasileira, no episódio chamado Meu Primeiro Baile, transmitido em 31 de março de 1972.

## Formato
Os "casos especiais" eram modernizações do antigo formato do teleteatro, com cenas em estúdio, apresentando uma história por episódio. A cada semana, elenco, direção e roteiro mudavam e apresentavam um nova trama. Como diziam as propagandas da época, "Os maiores astros de novela numa história completa". Os textos podiam ser inéditos ou adaptações de filmes, peças teatrais, contos, romances, etc. Vários "casos especiais" foram reapresentados em diversas ocasiões e nos festivais de aniversário da emissora, como os de quinze, vinte e cinco e trinta anos.

## História
O primeiro programa foi exibido em 10 de setembro de 1971, com o título de "Nº1". Regina Duarte, Francisco Cuoco, Paulo Gracindo, Maria Cláudia, Paulo Gonçalves e Eloísa Mafalda estavam no elenco principal do episódio. Janete Clair foi a autora. Durante a década de 1970, sua exibição alternava entre Quartas, Sextas, Segundas e Domingos, após a novela das oito. Entre 14 de janeiro e 8 de setembro de 1972, a TV Globo também exibiu um spin-off do seriado chamado "Comédia Especial", que exibida histórias de humor.
Em 31 de março de 1972, o seriado protagonizava um dos grandes momentos da televisão brasileira. O episódio "Meu Primeiro Baile" é o primeiro programa a ser gravado e totalmente exibido a cores. Foi baseado no conto "Carnet de Bal", de Jacques Prevert, com Glória Menezes, Tarcísio Meira, Francisco Cuoco, Sérgio Cardoso e Marcos Paulo.
O Episódio Medéia, exibido em 14 de fevereiro de 1973, baseado na tragédia grega de Eurípedes e adaptado por Oduvaldo Viana Filho, com Fernanda Montenegro e Milton Moraes. Daria origem à peça teatral Gota d'Água, escrita por Paulo Pontes e estrelada por Bibi Ferreira.
Em 29 de março de 1974, o episódio Jorge, um Brasileiro, de Oswaldo França Jr., deu origem ao seriado Carga Pesada, que estreou na TV Globo em 22 de maio de 1979, ganhando um revival nos anos 2000. Também gerou um filme homônimo de 1988 com Carlos Alberto Riccelli e Glória Pires
Em 17 de julho de 1974, foi exibido o episódio "O Crime do Zé Bigorna", de Lauro César Muniz, com Lima Duarte, Ângela Leal e Leonardo Villar, que originou a novela O Salvador da Pátria, escrita pelo mesmo autor e exibida no horário das 20h, em 1989.
Em 7 de outubro de 1977, o episódio Ciranda Cirandinha, de Paulo Mendes Campos, com Lucélia Santos, Fábio Júnior, Denise Bandeira e Jorge Fernando, originou um seriado de mesmo nome, que estreou em 26 de abril de 1978.
Em 2 de dezembro de 1977, foi exibido "Férias sem Volta", de Janete Clair, com Renata Sorrah, Tony Corrêa e Carlos Gregório. O episódio teve um remake em 1993 com Carolina Ferraz, Diogo Infante e Cássio Gabus Mendes, como uma homenagem aos dez anos da morte da autora.
Em 21 de maio de 1979, o programa abandonou a grade de programação de TV Globo, tendo sido substituído pelo Aplauso, que apresentava teleteatros em um formato semelhante. O programa saiu do ar em 19 de novembro do mesmo ano.
No começo dos anos 1980, o programa deixou de ser exibido regularmente até 1983, quando retornou a grade com 1h30 de duração. Foi exibido o episódio “Otelo de Oliveira”, escrita por Aguinaldo Silva e dirigida por Paulo Afonso Grisolli.
Em 30 de maio de 1986, mais um marco na teledramaturgia acontece dentro do seriado. No episódio "Negro Léo", baseado na obra de Chico Anysio, com Lima Duarte, Paulo Gracindo, Regina Duarte, entre outros; e com direção de Paulo Ubiratan e Luiz Gleiser, utilizou-se pela primeira vez do recurso da câmera subjetiva em uma produção brasileira. Se tornou um dos episódios mais marcantes da história do programa, tendo uma menção honrosa no prêmio Caracol do 8º Festival Internacional del Nuevo Cine Latinoamericano de La Habana, realizado em 1986. Também foi o último trabalho da atriz Lilian Lemmertz, que faleceu no dia 5 de junho de 1986, uma semana depois da exibição.
Entre 1984 e 1987, houve uma nova "interrupção" no programa, que só teve dois episódios exibidos, voltando em 1988 com “Boi Santo“, de Dias Gomes e direção de Paulo Afonso Grisolli. A serie passou a ser exibida mensalmente, com programas de 50 minutos na faixa Quarta Nobre.
Em 13 de setembro de 1994, foi exibido "A Desinibida do Grajaú", baseado na obra de Sérgio Porto (Stanislaw Ponte Preta), com Andréa Guerra e Marilu Bueno. O episódio ganhou um remake exibido em 30 de novembro de 2010, dentro do seriado As Cariocas, protagonizado por Grazi Massafera e Marcelo D2.
Em 1991, o programa passou a fazer parte da faixa Terça Nobre, também deixando de usar o título "Caso Especial", passando a ser "Brasil Especial" e voltando a ser exibido normalmente. Agora, os episódios eram adaptados exclusivamente de obras brasileiras. Em 5 de dezembro de 1995, foi exibido o último episódio, “A Farsa da Boa Preguiça” – adaptação da peça homônima de Ariano Suassuna com direção de Luiz Fernando Carvalho.

## "Casos especiais"
Entre outros "casos especiais" que se tornaram antológicos, pode-se destacar os seguintes:
- A Pérola (10 de dezembro de 1971), baseado no romance de John Steinbeck, com Tarcísio Meira e Dina Sfat;
- A Morte e a Morte de Quincas Berro D'Água (27 de dezembro de 1978), baseado na obra de Jorge Amado, com Paulo Gracindo e Dina Sfat;
- Olhos de Fogo (1976), adaptação de André Figueiredo da obra Labirinto de Jorge Andrade com Mário Gomes e Maria Fernanda;
- Morte e Vida Severina (22 de dezembro de 1981), baseado na obra de João Cabral de Melo Neto, com Tânia Alves, José Dumont e Elba Ramalho;
- Marina (05 de setembro de 1991), com Adriana Esteves, Marcello Novaes, Carlos Eduardo Dolabella e Miguel Falabella;
- O Santo que Não Acreditava em Deus (3 de agosto de 1993), de João Ubaldo Ribeiro, com Lima Duarte e Tony Ramos;
- O Besouro e a Rosa (26 de outubro de 1993), baseado na obra de Mário de Andrade, com Carla Marins, Ângelo Antônio e Aracy Balabanian;

## Exibição
Foi exibido pelo Viva de 7  a 28 de janeiro de 2023, ocupando a faixa das 17h15 aos sábados e sendo substituída pela série A Mulher do Prefeito, transmitindo 4 episódios (O Besouro e a Rosa, A Desinibida do Grajaú, O Santo Que Não Acreditava Em Deus e Suburbano Coração).